# Podregion Turunmaa
Podregion Turunmaa (fiń. Turunmaan seutukunta) – podregion w Finlandii, w regionie Varsinais-Suomi.
W skład podregionu wchodzą gminy:
- Kemiönsaari,
- Länsi-Turunmaa.